# Porcellionides floria
Porcellionides floria är en kräftdjursart som beskrevs av Garthwaite och Sassaman 1985. Porcellionides floria ingår i släktet Porcellionides och familjen Porcellionidae. Inga underarter finns listade i Catalogue of Life.